# كاتي وود
كاتي وود (بالإنجليزية: Katie Wood)‏ هي متزلجة فنية أمريكية، ولدت في القرن العشرين.